# Pseudopyrrhizia punctata
Pseudopyrrhizia punctata är en insektsart som beskrevs av Brunner von Wattenwyl 1891. Pseudopyrrhizia punctata ingår i släktet Pseudopyrrhizia och familjen vårtbitare. Inga underarter finns listade i Catalogue of Life.